# Horváth János (fizikus)
Horváth János István (Szeged, 1922. január 11. – Szeged, 1970. június 28.) a József Attila Tudofmányegyetem Elméleti Fizikai Tanszékének vezetője, a fizikai tudományok kandidátusa (1952), a kari Fizikai Szakbizottság titkára, a Magyar Tudományos Akadémia Matematikai és Fizikai Tudományok Osztálya Fizikai Bizottságának tagja, a Művelődésügyi Minisztérium Fizikai Szakbizottságának titkára, az Eötvös Loránd Fizikai Társulat Országos Választmányának tagja és helyi Bizottságának elnöke, a Természettudományi Kar Szakszervezeti Bizottságának elnöke, az Oktatásügy Kiváló Dolgozója. Magyar fizikus, egyetemi tanár, a fizikai tudományok doktora (posztumusz, 1970). A Magyar Tudományos Akadémia Fizikai Bizottságának és Atomhéjfizikai Albizottságának tagja. Fia, Horváth László (1949–2006) biofizikus, az MTA  doktora.

## Életpályája
1942–1945 között a szegedi Horthy Miklós Tudományegyetem, a Szegedi Tudományegyetem és a József Attila Tudományegyetem Természettudományi Karának Elméleti Fizikai Tanszékén gyakornok volt. 1944-ben a Szegedi Tudományegyetemen matematika–fizika szakos középiskolai tanári oklevelet szerzett, mint Eötvös-kollégista. 1945-ben bölcsészdoktori oklevelet szerzett. 1945–1946 között a Szegedi Tudományegyetem tanársegéde volt. 1946–1952 között budapesti József Nádor Műszaki és Gazdaságtudományi Egyetem Kémiai Fizikai Intézete és a Debreceni Egyetem Orvosfizikai Intézete tudományos munkatársa volt. 1952–1970 között a Szegedi Tudományegyetem elméleti fizikai tanszékének tanszékvezető egyetemi docense lett. 1953–1969 között az Eötvös Loránd Fizikai Társulat szegedi tagozatának elnökségi tagja, 1970-ben elnöke volt. 1962-ben elvégezte a Marxizmus-Leninizmus Esti Egyetemet.

### Munkássága
Eleinte fizikával, kvantummechanikával és az atomfizikai többtestproblémával foglalkozott, ahol a Gombás-iskola módszereit fejlesztette tovább. Ezt követően a differenciál-geometrián alapuló fizikai térelméleteket vizsgálta. A fluoreszcens molekulák színképvizsgálatával s a tér-idő kérdéskörével is foglalkozott. Mintegy 70 tudományos publikációja jelent meg. Számos egyetemi tankönyv és jegyzet szerzője. Több fizikatörténeti tanulmányt is írt. Átdolgozta Dmitrij Ivanovics Blohincev: A kvantummechanika alapjai című művének magyar fordítását.

## Művei
- A fizika tanításának problémái (Köznevelés, 1946)
- A kvantumbiológia alapelvei (Természettudomány, 1947)
- A csillagok energiagazdálkodása (Csillagok világa, 1948)
- Kurt Mendelssohn: Atomenergia (fordító, Budapest, 1948–1949)
- Kísérleti atomfizika (Egyetemi jegyzet, Debrecen, 1949)
- A Cserenkov-effektus (Természet és Technika, 1949)
- Elektrodinamika (Egyetemi jegyzet, Debrecen, 1950)
- Elméleti atomfizika (Egyetemi jegyzet, Debrecen, 1951)
- A fizikai mennyiségek mértékrendszerei az oktatásban (Felsőoktatási Szemle, 1953)
- Megjegyzések a polarizációs energia numerikus kiszámításához (Magyar Fizikai Folyóirat, 1953; németül: 1954)
- An Asymptotical Method for the Calculations of Eigenfunctions (Acta Physica, 1954)
- Einstein és az atomfizika (Fizikai Szemle, 1954)
- Megjegyzések a Schrödinger-egyenlet variációs módszerrel való megoldásához (Magyar Fizikai Folyóirat, 1954; németül: Acta Physica, 1955)
- Az elektron mozgásegyenlete (MTA III. Osztálya Közleményei, 1955; németül: Bewegungsgleichungen des Elektrons. Acta Physica, 1954)
- The Bilocal Generalization of the Schrödinger–Gordon Equation (Acta Physica et Chemica Szegediensis, 1955)
- Megjegyzések a bilokális terek elméletéhez. – Közelítő módszer a sajátfüggvények meghatározására (Magyar Fizikai Folyóirat, 1955)
- Egy új elv az affin térelméletekben (Magyar Fizikai Folyóirat, 1956)
- Általános metrikus vonalelemtérre alapozott térelmélet (Moór Arthurral, MTA III. Osztálya Közleményei, 1956)
- Elméleti optika (egyetemi tankönyv, Budapest, 1956)
- Generalized Linear Electrodynamics (Vasvári Bélával, Acta Physica, 1957)
- A ciklopoliének és a szilárd testek elméletének alapjairól (Magyar Fizikai Folyóirat, 1958)
- Az elektromágneses tér Maxwell-féle elméletének axiomarendszere (MTA III. Osztálya Közleményei, 1959)
- Fizikai terek klasszikus elmélete és a tér geometriai szerkezete. – A reális gázok állapotegyenlete. – Kooperatív jelenségek (Fizikai Szemle, 1960)
- Termodinamika és statisztikai mechanika (egyetemi tankönyv, Budapest, 1960)
- A Possible Geometrical Interpretation of the Isospace and of Its Transformations (Acta Physica et Chemica Szegediensis, 1961)
- Space-Time Structure and Mass Spectrum of Elementary Particles (Acta Physica, 1963)
- Fizikai rendszerek kollektív sajátosságai és a velük kapcsolatos filozófiai problémák (Fizikai Szemle, 1963)
- Termodinamikai perturbációszámítás (Magyar Fizikai Folyóirat, 1964)
- Az entrópianövekedés problémájáról. – Megjegyzések a fluoreszcens molekulák abszorpciós és emissziós színképének elméletéhez (Magyar Fizikai Folyóirat, 1965)
- Diszperziós relációk a klasszikus fizikában (Fizikai Szemle, 1965)
- Contributions to the Theory of Absorption and Emission Spectra of Fluorescent Molecules (Acta Physica et Chemica Szegediensis, 1965)
- Optika. Elektromágneses fényelmélet (Budapest, 1966)
- Tér, idő, téridő; terek és mezők (Magyar Tudomány, 1966)
- A spektrumvonalak kiteljesedéséről. 1–3. (Fizikai Szemle, 1967)
- A többtest-probléma modern közelítő módszereinek néhány alapgondolata (Fizikai Szemle, 1969)
- A fázistér hipergeometrizálásáról (Benyújtott doktori értekezlet, Szeged, 1969)